# Konstantin Märska

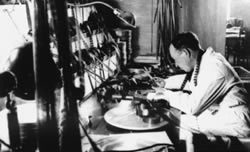
Konstantin Märska 1936 am Schneidetisch von Eesti Kultuurfilm

Konstantin Märska (* 16. Maijul. / 28. Mai 1896greg. in Kuressaare auf der Insel Saaremaa; † 30. August 1951 in Tallinn) war ein estnischer Filmregisseur. Er gilt als Pionier der Filmkunst in Estland.

## Leben und Film
Konstantin Märska wurde als Sohn von Anton (1862–1937) und Liisi Märska (geb. Teder, 1864–1935) als viertes von sechs Kindern geboren. Im Alter von fünfzehn Jahren begann Märska seine filmische Karriere als Gehilfe eines Filmvorführers in einem Kino in Kuressaare. Damals drehte er bereits seine ersten Aufnahmen mit einer selbstgebauten Kamera.
Gemeinsam mit seinem älteren Bruder Theodor Märska (1889–1961) gründete er 1919 das Filmunternehmen Estonia-Film. Das Kapital steuerten die Brüder Johannes und Peeter Parikas bei. Das Unternehmen war bis zum Konkurs 1932 tätig.
1921 produzierte er den wahrscheinlich zweiten Spielfilm der estnischen Filmgeschichte, die Komödie Armastuse pisielukas. 1924 drehte er als Kameramann mit Mineviku varjud den ersten längeren Stummfilm der estnischen Filmgeschichte. Das Historiendrama gilt heute als verschollen. Ab 1925 war Märska für die UFA und für Paramount in Deutschland als Kameramann für die Wochenschauen tätig. Im Sommer 1928 kehrte er aus Berlin nach Estland zurück.
Ende der 1920er Jahre drehte Märska in Estland mit seiner eigenen Firma Konstantin Märska Filmiproduktsioon drei weitere Stummfilme. Ihnen folgte 1930 unter der Regie von Boris Jaanikosk der Spielfilm Kuldämblik. Der Streifen mit seinen Gesangseinlagen war der erste Versuch eines estnischen Tonfilms. Der Ton wurde auf Grammophonplatten im Kino abgespielt. Der Film wurde aufgrund seiner technischen Unzulänglichkeiten allerdings ein Flop.
Anschließend zog sich Märska aus dem Spielfilmgeschäft zurück. Er nahm eine Anstellung bei dem 1931 gegründeten Tallinner Filmstudio Eesti Kultuurfilm an. Dort spezialisierte er sich auf Wochenschau- und Dokumentationsfilme sowie Reportagen. 1936/37 drehte er ethnologische Beobachtungen im südostestnischen Petserimaa (Pühad Petseris) und auf der Insel Osmussaar (Vaated Osmussaarelt).
1938/39 drehte Märska als Kameramann in Finnland. Dort entstanden die Streifen Isoviha und Simo Hurtta.
1941 war Märska bei der estnischen Wochenschau Kinokroonika beschäftigt. Auch nach der sowjetischen Besetzung Estlands blieb er im Land. Er wurde 1947 in die staatliche sowjet-estnische Filmfirma Tallinna Kinostuudio übernommen. Märska war zweiter Kameramann des ersten estnischen Spielfilms nach dem Zweiten Weltkrieg, Elu tsitadellis, unter der Regie von Herbert Rappaport.
Märska konzentrierte sich anschließend vor allem auf Dokumentarfilme, meist zu Naturthemen. Für seinen Dokumentarfilm Eesti põlevkivi („Der estnische Ölschiefer“) erhielt er 1949 den Preis der Estnischen SSR.

## Privatleben

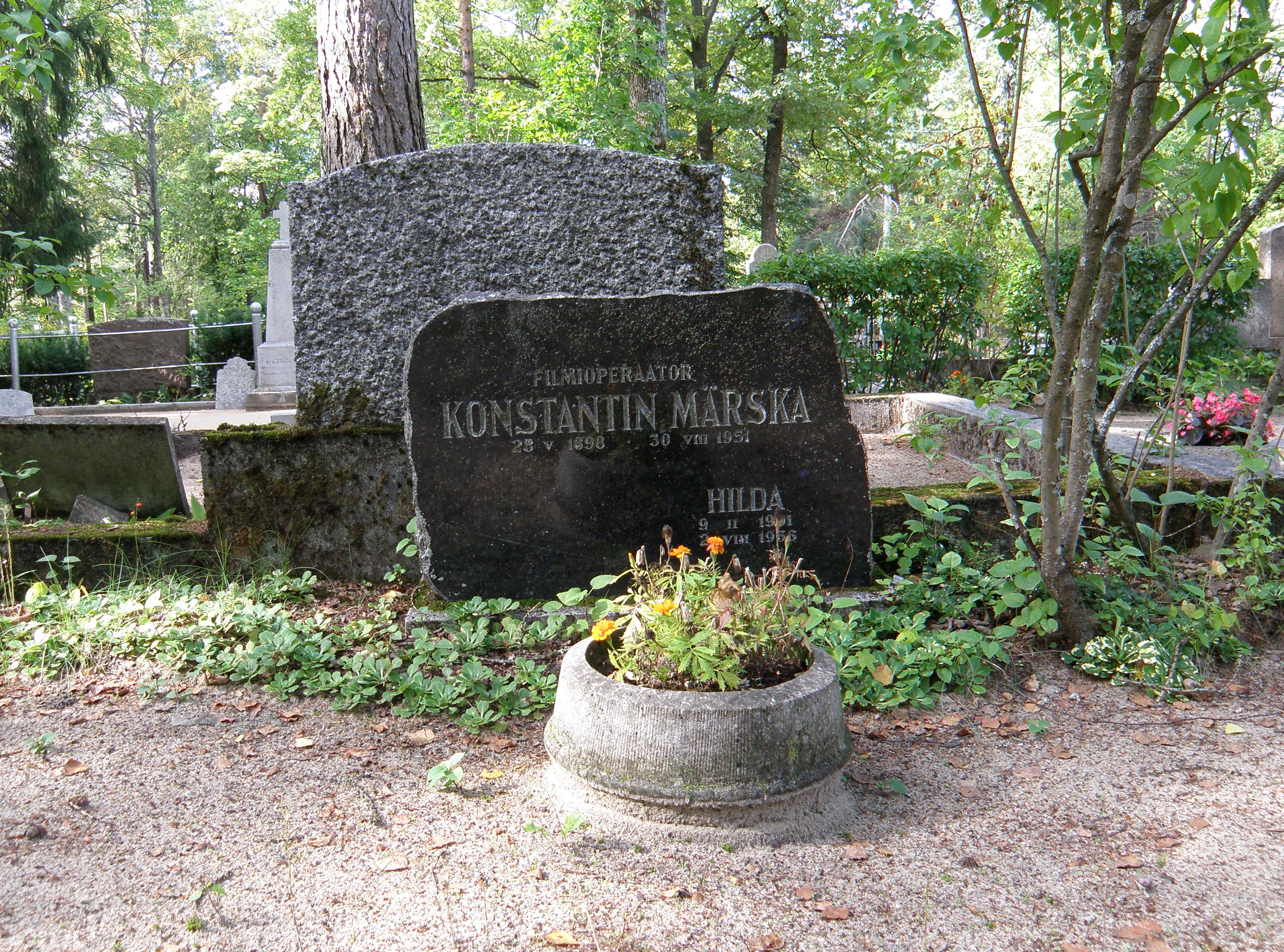
Grabmal von Konstantin und Hilda Märska

Konstantin Märska heiratete im Dezember 1919 Hilda Treifeldt (1901–1966). Das Paar hatte zwei Töchter.
Märska starb 1951 im Alter von nur 55 Jahren. Er liegt auf dem Rahumäe-Friedhof der estnischen Hauptstadt begraben.

## Filmografie (Auswahl)
- 1921: Armastuse pisielukas
- 1924: Õnnelik korterikriisi lahendus
- 1924: Mineviku varjud
- 1929: Dollarid
- 1929: Vigased pruudid
- 1929: Jüri Rumm
- 1930: Kuldämblik
- 1936: Pühad Petseris
- 1937: Vaated Osmussaarelt
- 1937: Nobedate näppude linn
- 1939: Isoviha
- 1940: Simo Hurtta
- 1948: Eesti põlevkivi
- 1949: Hülgepüük
- 1950: Nõukogude Eesti kalurid
- 1951: Rünnak soodele